# Бела Тар
Бела Тар (на унгарски: Béla Tarr) е филмов режисьор от Унгария, известен с експерименталните си и арт филми.
Неговите филми се отличават с философски теми и песимистична гледна точка относно бъдещето на човечеството. Често използва дълги непрекъснати кадри и непрофесионални актьори за да постигне силен реализъм.
Сред най-известните му филми са „Сатанинско танго“ (1994) (с времетраене повече от 7 часа), „Веркмайстерови хармонии“ (2000) и „Торинският кон“ (2011). Още преди премиерата на „Торинския кон“ Тар обявява, че това ще е последният му филм.
Филмите му често са определяни за шедьоври от филмови критици. За „Човекът от Лондон“ е номиниран за „Златна палма“ на кинофестивала в Кан.
Тар преподава във филмовата академия в Сараево.
През 2016 г. е официален гост на „София Филм Фест“.

## Филмография
| година | филм                    | оригинално заглавие    | бележки |
| ------ | ----------------------- | ---------------------- | ------- |
| 1979   | Семейно гнездо          | Csaladi tuzfeszek      |         |
| 1981   | Аутсайдерът             | Szabadgyalog           |         |
| 1985   | Алманах на падението    | Oszi almanach          |         |
| 1988   | Проклятие               | Karhozat               |         |
| 1994   | Сатанинско танго        | Satantango             |         |
| 2000   | Веркмайстерови хармонии | Werckmeister harmoniak |         |
| 2007   | Човекът от Лондон       | A Londoni ferfi        |         |
| 2011   | Торинският кон          | A Torinói ló           |         |